# Coptotettix
Coptotettix är ett släkte av insekter. Coptotettix ingår i familjen torngräshoppor.

## Dottertaxa tillCoptotettix, i alfabetisk ordning[1]
- Coptotettix abidjanensis
- Coptotettix alfurus
- Coptotettix annandalei
- Coptotettix annulipes
- Coptotettix asperatus
- Coptotettix bannaensis
- Coptotettix beihaiensis
- Coptotettix bilineatus
- Coptotettix brachynota
- Coptotettix cangshanensis
- Coptotettix capitatus
- Coptotettix circinihumerus
- Coptotettix conspersus
- Coptotettix convexus
- Coptotettix curvimarginus
- Coptotettix darlingtoni
- Coptotettix diyalensis
- Coptotettix fangchengensis
- Coptotettix ferrugineus
- Coptotettix fossulatus
- Coptotettix fretorum
- Coptotettix fuliginosus
- Coptotettix fuscus
- Coptotettix gibbus
- Coptotettix gongshanensis
- Coptotettix guinanensis
- Coptotettix hechiensis
- Coptotettix indicus
- Coptotettix insularis
- Coptotettix interruptus
- Coptotettix lacernosus
- Coptotettix latifrons
- Coptotettix lohitensis
- Coptotettix longjiangensis
- Coptotettix longtanensis
- Coptotettix maesoi
- Coptotettix manipurensis
- Coptotettix mastrucatus
- Coptotettix mazarredoi
- Coptotettix minhouensis
- Coptotettix minutus
- Coptotettix modiglianii
- Coptotettix muglingi
- Coptotettix parvus
- Coptotettix planus
- Coptotettix prominemarginis
- Coptotettix quinquecarinatus
- Coptotettix retractus
- Coptotettix rotundatus
- Coptotettix rufipes
- Coptotettix rugosus
- Coptotettix rupticosta
- Coptotettix sauteri
- Coptotettix strigatus
- Coptotettix testaceus
- Coptotettix transimaculatus
- Coptotettix tricarinatus
- Coptotettix tristis
- Coptotettix tuberculatus
- Coptotettix undulatimarginus
- Coptotettix zaujiangensis